# 블라우헤르트
블라우헤르트(독일어: Blauherd)는 스위스 발레주의 해발 2,580m 발레 알프스의 지역으로 체르마트에서 동쪽으로 약 4km에 위치한 곳이다.

## 지리
블라우헤르트는 더 아래에 있는 알프 수네가를 포함하는 소넨테라스의 삼림한계선 위에 있다. 블라우헤르트의 동쪽, 지형은 운터로트호른까지 크게 상승하고 초목은 크게 감소한다. 블라우헤르트는 수많은 보호 식물이 있는 전형적인 고산 초원이 특징이다. 고산동물들의 생태 방식을 관광객들에게 더 가까이 다가갈 수 있도록 마멋 교육 탐방로가 인근에 설치되어 있다. 블라우헤르트와 바로 인근에 이 동물들이 많이 살고 있다.
여름에는 블라우헤르트가 체르마트 주변의 하이킹 네트워크와 연결되고, 겨울에는 수많은 슬로프와 연결된다. 블라우헤르트는 지하 케이블카 (수네가까지)와 곤돌라로 체르마트에서 도달할 수 있다. 블라우헤르트에서 파노라마 케이블카를 타고 운터로트호른으로 이동한다. 블라우헤르트는 간트(Gant)의 6인승 체어리프트 (호텔리와 연결)와 파트룰라르베(Pattrullarve)의 또 다른 체어리프트의 최고 역이기도 하다. 이 4개의 산악 철도 덕분에 블라우헤르트는 체르마트 스키 지역에서 가장 중요한 허브 중 하나이다.
블라우헤르트에서 몬테로사의 봉우리(봉우리만, 대산괴는 고르너그라트에 의해 숨겨짐), 마테호른, 당블랑쉬와 바이스호른을 볼 수 있다. 미샤벨 그룹은 대부분 로트호른으로 덮여 있기 때문에 산악 역에서 볼 수 없다.